# Harbo
Harbo is een plaats in de gemeente Heby in het landschap Uppland en de provincie Uppsala län in Zweden. De plaats heeft 702 inwoners (2005) en een oppervlakte van 105 hectare.

## Verkeer en vervoer
Bij de plaats loopt de Länsväg 272.